# 鬼面山 (安達太良連峰)
鬼面山（きめんざん）は、福島県福島市と同県猪苗代町の境界にあり、安達太良連峰の最北に位置する山。標高は1,482m。

## 概要
鬼面山は安達太良連峰を成す山の中では最も北に位置する。山頂の北側及び東側が急峻な崖になっている為、遠方からでも目立つ山である。福島県道30号本宮土湯温泉線沿いに位置する野地温泉や新野地温泉が登山口となっており、約1時間30分で山頂に到着し、手軽な登山コースとして多くの登山客が訪れている。また、鬼面山からは隣の箕輪山を経て安達太良山に至る縦走ルートも整備されている。山頂からは福島盆地全域を眺望でき、また、吾妻連峰を始め、蔵王連峰や阿武隈高地等も遠く見渡すことができる。

## 登山ルート
野地温泉若しくは新野地温泉－(30分)－旧土湯峠-(1時間)-山頂

## 温泉
鬼面山山麓には、登山口となる野地温泉や新野地温泉を始め、鷲倉温泉、赤湯温泉、横向温泉等が位置している。日帰り入浴も可能で、多くの登山客が下山後、これらの温泉で汗を流している。